# Maskiranje
Maskiranje ili kamuflaža upotreba je bilo koje kombinacije materijala, boje ili osvjetljenja za prikrivanje, bilo da otežava vidljivost životinja ili predmeta, ili ih prikriva kao nešto drugo. 
Primjeri maskiranja uključuju: pjegavo krzno leoparda, maskirnu uniformu vojnika i krila kukca katidida koja imitiraju lišće. Drugačiji pristup, zasljepljivanje, zbunjuje promatrača upadljivim uzorkom, čineći objekt vidljivim, ali na trenutak teže lociranim.
Većina kamuflažnih metoda ima za cilj stapanje s okolinom, često kroz opću sličnost s pozadinom. U otvorenom oceanu, gdje nema pozadine, glavne metode kamuflaže su: prozirnost, posrebrenje i zasjenjivanje, dok se sposobnost razvoja svjetlosti između ostalog koristi za protuosvjetljenje na donjoj strani glavonožaca, poput lignji. Neke životinje, poput kameleona i hobotnica, sposobne su aktivno mijenjati uzorak i boje kože, bilo za kamuflažu ili za signalizaciju. Moguće je da neke biljke koriste kamuflažu, kako bi izbjegle da ih pojedu biljojedi.
Vojna kamuflaža potaknuta je povećanjem dometa i točnosti vatrenog oružja u 19. stoljeću. Konkretno, zamjena neprecizne muškete puškom učinila je osobno skrivanje u borbi vještinom preživljavanja. U 20. stoljeću, vojna se kamuflaža brzo razvijala, osobito tijekom Prvog svjetskog rata. Na kopnu su umjetnici poput Andréa Marea osmislili maskirne sheme i osmatračnice prerušene u drveće. Na moru su trgovački brodovi i nosači trupa bili obojani u zasljepljujuće uzorke koji su bili jako vidljivi, ali dizajnirani da zbune neprijateljske podmornice u pogledu brzine, dometa i smjera cilja. Tijekom i nakon Drugog svjetskog rata, različite sheme kamuflaže korištene su za zrakoplove i za kopnena vozila u različitim ratnim sukobima. Korištenje radara od sredine 20. stoljeća uvelike je učinilo kamuflažu vojnih zrakoplova s nepokretnim krilima zastarijelom.
Upotreba maskiranja izvan vojske, uključuje vizualno umanjivanje visine tornjeva za signal mobitela i pomaganje lovcima u približavanju opreznim životinjama tijekom lova. Uzorci izvedeni iz vojne kamuflaže često se koriste u modnoj odjeći, koristeći njihov snažan dizajn, a ponekad i njihovu simboliku. Teme kamuflaže ponavljaju se u modernoj umjetnosti, figurativno i doslovno u znanstvenoj fantastici i književnim djelima. 

## Galerija
- Zebra
- Skakavac u travi
- Gazela
- Arktički zec
- Leopard u savani
- Kameleon